# Wolfgang Sörgel
Wolfgang Sörgel (* 29. September 1931 in Berlin; † 6. Juli 2010 in Dresden) war ein deutscher Schauspieler.

## Leben
Wolfgang Sörgel machte an der Vaganten Bühne Berlin seine ersten Erfahrungen mit dem Beruf des Schauspielers. Seine weiteren beruflichen Stationen waren das Deutsche Theater Berlin und das Kinder- und Jugendtheater Halle.
Er gehörte ab 1962 zum Ensemble des Schauspielhauses Karl-Marx-Stadt/Chemnitz. Im Jahr 1991 wechselte er an das Staatsschauspiel Dresden, dem er bis 2006 angehörte. Sörgel war auch in Fernseh- und Hörspielproduktionen vertreten und trat regelmäßig bei Lesungen auf.
Seine letzte Rolle hatte Sörgel 2008 in der Produktion „Trivial“ im Societaetstheater Dresden.

## Theaterrollen (Auswahl)
- 1978: John Millington Synge – Der Held der westlichen Welt, Rolle: James Flaherty (Schauspielhaus Chemnitz)
- 1993: William Shakespeare – Was ihr wollt, Rolle: Feste (Staatsschauspiel Dresden)
- 1999: William Shakespeare – Macbeth, Rollen: Duncan, Mörder 2 und Siward (Staatsschauspiel Dresden)
- 2001: William Shakespeare – Der Widerspenstigen Zähmung, Rolle: Diener des Petruchio (Staatsschauspiel Dresden)
- 2007: Johann Wolfgang Goethe – Faust II, Rolle: Philemon (Staatsschauspiel Dresden)[4]

## Filmografie
- 1953: Das kleine und das große Glück
- 1954: Das geheimnisvolle Wrack
- 1969/1977: Die seltsame Reise des Alois Fingerlein (Theateraufzeichnung)
- 1973: Stülpner-Legende (Fernsehfilm)
- 1978: Der Held der westlichen Welt (Studioaufzeichnung)
- 1980: Armer Ritter (Theateraufzeichnung)
- 1982: Ein Bild von einem Mann (Fernsehfilm)
- 1986: Kalter Engel (Fernsehfilm)
- 1986: Polizeiruf 110: Ein großes Talent (Fernsehfilm)
- 1986: Startfieber
- 1987: Polizeiruf 110: Explosion
- 1989: Die gläserne Fackel (Fernsehfilm)
- 1990: Polizeiruf 110: Abgründe
- 1992:  Karl May (Fernsehfilm)
- 2000: Voll Gurke
- 2003: NeuFundLand
- 2003: Die Frau des Architekten[5]

## Hörspiele
- 1970: Ruth Herrfurth: Schellfischaugen (Privatdetektiv Dumpreys) – Regie: Walter Niklaus (Kriminalhörspiel – Rundfunk der DDR)
- 1977: Hans Bräunlich: Inspektor Bradley und der Zufall (Inspektor Bradley) – Regie: Walter Niklaus (Kriminalhörspiel – Rundfunk der DDR)
- 1991: Erich Loest: Ich habe noch nie Champagner getrunken – Regie: Klaus Zippel (Monolog – Sachsenradio/ Norddeutscher Rundfunk)
- 1993: Tankred Dorst: Merlin oder das wüste Land (Sir Kay) – Regie: Walter Adler (Hörspiel – MDR)
- 1994: John B. Keane: The Field – Regie: Robert Matejka (Hörspiel – MDR)
- 2002: Samuel Shem: House of God – Regie: Norbert Schaeffer (Hörspiel – MDR)